# Nils-Eric Sandberg
Ej att förväxla med idrottsledaren och petroleumsentreprenören Nils-Erik Sandberg.
Nils-Eric Sandberg, född den 12 augusti 1940 i Kristianstad, är en svensk liberal debattör och författare.
Han har studerat teoretisk filosofi och samhällsvetenskap. Sandberg har varit särskilt aktiv som debattör i frågor som handlar om ekonomi och ekonomisk politik. Han var från 1967 ledarskribent i Dagens Nyheter. Där skrev han även mer humoristiska betraktelser under pseudonymen Sander. Han skriver numera krönikor var 14:e dag i Kristianstadsbladet och Ystads Allehanda.
Sandberg tilldelades Olle Engkvist-medaljen 1981